# Christos Doulkeridis
 (décembre 2020).
Si vous disposez d'ouvrages ou d'articles de référence ou si vous connaissez des sites web de qualité traitant du thème abordé ici, merci de compléter l'article en donnant les références utiles à sa vérifiabilité et en les liant à la section « Notes et références ».
Christos Doulkeridis Laskaris, est un homme politique belge, né le 6 mars 1968 à Bruxelles, membre du parti Ecolo. Il est désigné bourgmestre d'Ixelles à la suite des élections communales du 14 octobre 2018 et quitte la vie politique à la suite des élections communales du 13 octobre 2024.  
Il occupe une série de fonctions, notamment secrétaire politique de la fédération régionale bruxelloise du parti Ecolo, avant de devenir de juillet 2009 à juillet 2014 Secrétaire d'État de la Région de Bruxelles Capitale chargé du logement et du SIAMU ainsi que Ministre-Président du Gouvernement francophone bruxellois chargé de l'enseignement, du tourisme, du budget et des relations internationales.

## Biographie

### Vie personnelle
Christos Doulkeridis est issu d'une famille grecque pontique qui a fui l'Empire ottoman après le génocide de 1915.
Originaire d'Anderlecht, autodidacte qui ne possède aucun diplôme universitaire, il a habité à Saint-Josse-ten-Noode, où il était candidat aux élections communales de 2000, puis à Schaerbeek. Actuellement, il réside dans la commune bruxelloise d'Ixelles où il a été candidat aux élections communales de 2006 et 2012.

## Carrière politique
En 1988, Christos Doulkeridis est devenu membre du parti Ecolo, au sein duquel il a occupé une série de fonctions, d'abord en tant qu'employé au siège bruxellois du parti, avant de devenir député en 1999. 
Depuis 1999, Christos Doulkeridis représente, pour son parti, Bruxelles dans toutes les négociations institutionnelles. 
En 2004, il a présidé le Parlement francophone bruxellois. Cinq ans plus tard, il est réélu. En juillet 2009 donc, après avoir été négociateur de son parti en vue de la formation du gouvernement de la Région de Bruxelles-Capitale, Christos Doulkeridis devient le nouveau Secrétaire d’État au logement et au SIAMU. Il se voit également confier la Présidence du Gouvernement francophone bruxellois (Cocof), la politique du tourisme, l’enseignement et le budget. 
Il est désigné bourgmestre d'Ixelles à la suite des élections communales du 14 octobre 2018.  
Dès son arrivée à la maison communale d'Ixelles à la fin de l'année 2018, Christos Doulkeridis travaille sur le dossier Storms, dont le buste se dresse au milieu du square de Meeûs : « J’ai demandé à déplacer le buste dans un musée, ce qui a été accepté. […] L’espace public est à tout le monde, il porte un message, il n’est pas statique par essence, il est en évolution. Le ‘Général Storms’ représentait une certaine époque. Il est resté plusieurs décennies dans l’espace public. Maintenant, il peut aller ailleurs. Sa place est dans un musée, ce qui permettra de mieux contextualiser les faits ». Puis, dans la foulée des manifestations contre le racisme et les violences policières qui font suite à la mort de George Floyd, tué par la police le 25 mai 2020 à Minneapolis aux États-Unis, Doulkeridis répète son intention de procéder à l'enlèvement de la statue à la fin du mois de mai 2020, ainsi que le 30 juin, date du soixantième anniversaire de l'indépendance du Congo. Finalement, le monument est enfin déboulonné le 30 juin 2022, et confiée au Musée royal de l'Afrique centrale à Tervueren. 
Lors des élections communales du 13 octobre 2024, la liste écologiste qu'il tire à Ixelles arrive en tête, avec 29% des voix, mais est évincée par une coalition formée par le MR, le PS et Les Engagés. À la suite de cette éviction, Christos Doulkeridis annonce son retrait de la vie politique,. Dans une interview, il explique la défaite écologiste au niveau national par "une dispersion trop importante par rapport aux fondamentaux d’Écolo". "Parfois, on mène des débats de niche, sur les minorités notamment. On n’a pas assez porté le débat écologiste. Il faut garder le cap et avoir dans son baromètre les grands combats écologistes".  

## Fonctions politiques
- Bourgmestre d'Ixelles entre octobre 2018 et octobre 2024.
- Secrétaire d'État bruxellois (de juillet 2009 à juillet 2014) chargé du logement et du SIAMU. Ministre-Président du Gouvernement francophone bruxellois chargé de l'enseignement, du tourisme, du budget et des relations internationales..
- Président du Parlement francophone bruxellois (Cocof) (2004-2009)
- de juin 1999 à juillet 2009 : Député au Parlement de la Région de Bruxelles-Capitale.
- Membre du Présidium depuis le 29 juin 2007, puis deuxième vice-président de la World Inter-Parliamentary Union of Hellenism du 15 mars 2009 au 1er août 2009[10].
- Septembre 2002 à juin 2004 : Chef de groupe au Parlement bruxellois
- Octobre 2000 à septembre 2002 : Chef de groupe Cocof
- Juin 1999 à septembre 2001 : Député et Vice-Président du Parlement de la Communauté française
- 1996 - 1999 : Assistant politique du secrétariat fédéral et coordinateur du programme Ecolo
- 1991- 1994 : Secrétaire parlementaire d’André Drouart et de Jacques Liesenborghs
- 1992 - 1996 : Secrétaire politique de la régionale Ecolo-Bruxelles
- 1991 : Secrétaire de la locale d’Ecolo-Anderlecht

## Divers
- Membre du conseil d'administration de l’Université libre de Bruxelles.
- Président du conseil d'administration de la Haute École Lucia de Brouckère
- Membre fondateur de l’asbl Karikol, convivium Slow Food de Bruxelles
- Membre fondateur de l’asbl Biomimecry.
- Initiateur et auteur du livre « 175 belges ont commencé à sauver la planète », en collaboration avec Caroline Chapeaux, Éditions Etopia
- Initiateur du projet de carte Hypermobil, regroupant l’utilisation des transports en commun
- Prix Condorcet-Aron 2007 reçu avec Jean-Luc Vanraes par le CREP pour l’action commune initiatrice de dialogue interculturel entre les jeunesses bruxelloises.

## Décoration
- Chevalier de l'ordre de Léopold (2009)[11]